# Verklista för Alice Tegnér
Den här artikeln förtecknar den svenska tonsättaren Alice Tegnérs verk.

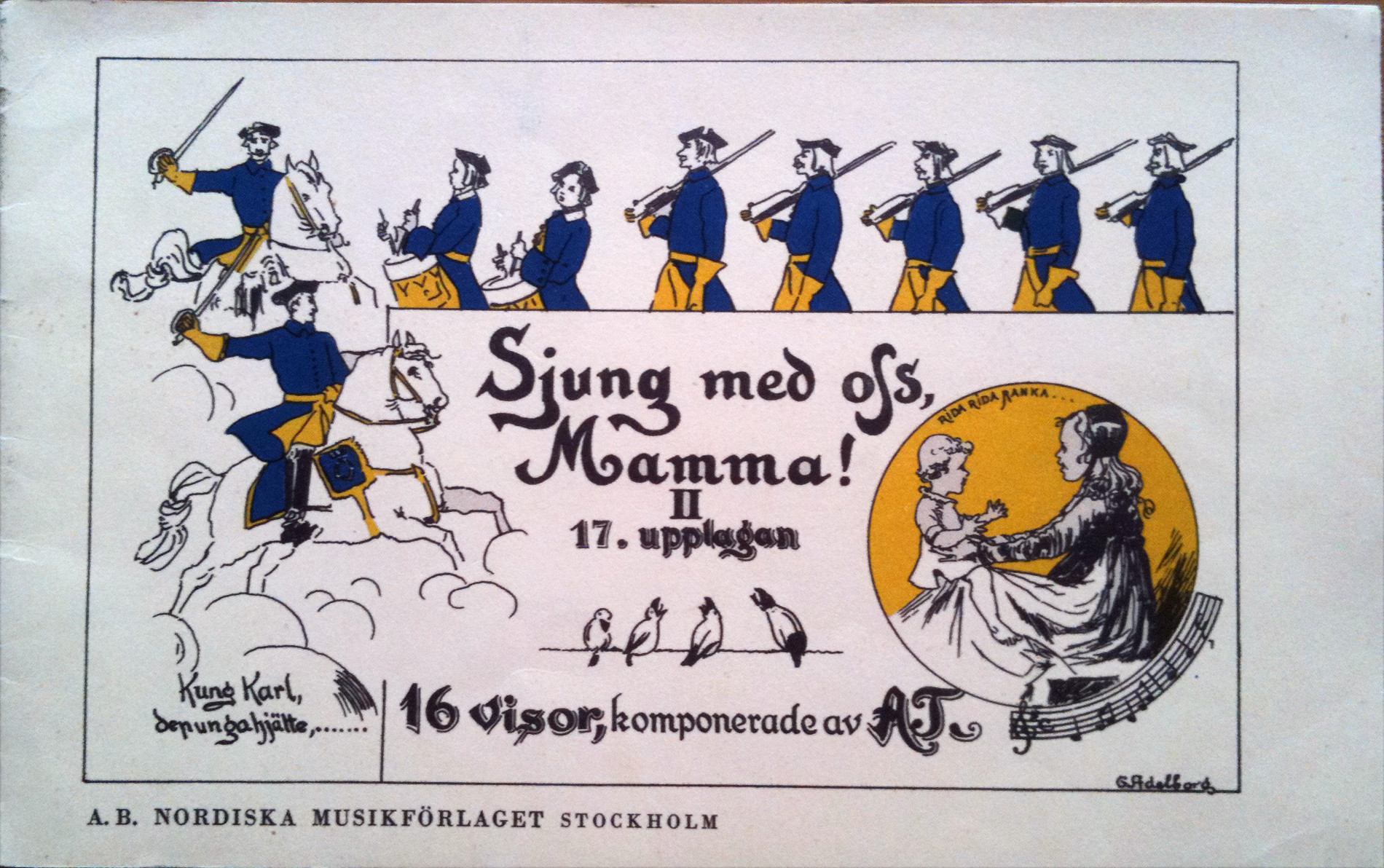
"Sjung med oss, Mamma"

## Verklista

### Instrumentalmusik
- Sonat i a-moll för violin och piano (1901)
- Modestie i A-dur för piano (1916)
- Långsam vals (Schubertstil) i Ess-dur för violin och piano (1923)
- Etude romantique i Fiss-dur för piano (1925)
- God natt! i G-dur för violin och piano (1929)
- Barnen dansa för cello och piano (1935?)
- Melodi i e-moll för cello och piano (1935?)
- Romans i Ass-dur för cello och piano (1935?)
- Courage i E-dur för piano
- Etude i Ess-dur för piano
- Etude (à la Chopin) i Fiss-dur för piano
- Liten dans i C-dur för piano

### Vokalmusik

#### Barnvisor
- Akta skogen till text av Disa Beijer
- Asarumsdalen
- Barnen leka 'mamma och barn' (texten översatt från annat språk)
- Baka kaka
- Blåsippor till text av Anna Maria Roos
- Borgmästar' Munthe
- Bä, bä, vita lamm
- Dansa min docka
- Danslåt (text: Astrid Gullstrand)
- Ekorren (Ekorrn satt i granen)
- Gud, som haver barnen kär (tonsatt gammal svensk barnbön)
- Hemåt i regnväder till text av Zacharias Topelius
- I skogen
- Julbocken
- Katten och svansen (tonsättning av gammalt rim)
- Klockan tolv till text av L.G. Sjöholm
- Kring julgranen
- Lasse liten till text av Zacharias Topelius
- Majas visa ("När Lillan kom till jorden")
- Marschlek
- Mors lilla Olle (text inspirerad av dikten Stark i sin oskuld av Wilhelm von Braun)
- Mors namnsdag till text av Paul Nilsson
- Månaderna (tonsättning till gammalt rim)
- Skogsblommorna till barnen till text av Elsa Beskow
- Sockerbagaren
- Solvisa
- Solstrålen till text av Anna Virgin
- Tre pepparkaksgubbar till text av Astrid Gullstrand
- Tummeliten
- Ute blåser sommarvind till text av Samuel Johan Hedborn
- Vart ska du gå (Vart ska du gå, min lilla flicka?, tonsättning av gammalt rim)
- Videvisan (Sov du lilla vide ung) till text av Zacharias Topelius
- Årstiderna

#### Sånger
- Abschied för röst och piano till text av A. Bassermann
- Betlehems stjärna (”Gläns över sjö och strand”) för röst och piano till text av Viktor Rydberg (1893)
- Bön den 6 februari 1914 för röst och piano till text av Clara Hallbert (1914)
- Bön för sjömän för röst och piano till text av Paul Nilsson
- Christus in Gloria för en eller 2 röster och piano till text av Paul Nilsson (1929)
- Der kleine Fritz för röst och piano till text av Karl Mückler
- Det ringer till vår för röst och piano
- Du Sveriges bygd för 2 röster och piano till text av Birger Mörner
- En vallarelåt för röst och piano till text av Kerstin Hed
- Epigram nr 92 för röst och piano till text av Johann Wolfgang von Goethe
- Farväl för röst och piano till text av Paul Nilsson
- Fem sånger för en röst med piano
  1. ”Örnen” till text av Karin Boye
  2. ”Sommarvind” till text av Kerstin Hed (1924)
  3. ”Trädet utanför mitt fönster...” till text av Karin Ek (1924)
  4. ”Det brann ett ljus i mörkret” till text av Jörgen Block (1931)
  5. ”Franciskus vårsång” till text av Ivan Sjögren
- Fosterlandet för röst och piano till text av Axel Lundegård (1913)
- Friheten, Biskop Tomas frihetssång, Sången om friheten till text av Thomas Simonsson
- Frihetssång från 1400-talet för piano med underlagd text till text av Thomas Simonsson
- Goternas sång för röst och piano till text av Viktor Rydberg (1904)
- Hemmet för röst och piano
- Hemmets gård för röst och piano till text av Johan Hellberg
- Herre, giv vår längtan vingar, hymn ur kantat för sopran och piano till text av Henning Uddin
- Husmödrarnas sång för piano med underlagd text
- I Herrens hand för röst och piano till text av Emil Liedgren
- I natten för mezzo, alt och piano till text av Viktor Rydberg
- I Sverige för röst och piano till text av Carl Larsson
- Idrottshymn för unison kör och piano till text av Gustav Granberg
- Idrottspsalm för unison kör och piano till text av Gustav Granberg
- Idrottssång för unison kör och piano till text av Bror Nilsson
- Idrottssång för unison kör och piano till text av Elisabeth Uhr
- Ihr Täubchen, Böhmisch för röst och piano
- Jag är så glad, att jag är svensk för röst och piano till text av Paul Nilsson
- Jul (”Jul, jul, strålande jul”) för röst och piano till text av Edvard Evers (1916?)
- Julens natt för röst och piano
- Julens ängel för röst och piano till text av Paul Nilsson (1914)
- Just som jag är för röst och piano (1912)
- Jäger’s Abendlied för röst och piano till text av Johann Wolfgang von Goethe
- Klage-wijsa öfwer thenna torre och kalla wåhr för röst och piano till text av Lars Wivallius
- Kväll, duett för sopran och alt eller damkör och piano
- Kör av osälla för unison kör och piano till text av G. Halfdan Liander (1929)
- Marienlied för röst och piano
- Martin Luther 1517–1817–1917 för piano med underlagd text av Esaias Tegnér (1917)
- Med svanerne för röst och piano till text av Helena Nyblom (1900)
- Mein Gärtlein för 2 röster och piano till text av Adele Seeliger
- Midsommardansen vid riddarborgen för röst och piano
- Midsommarkvällen för röst eller unison kör och piano till text av Gustaf Eriksson
- Minnet för röst och piano
- Norrland [I] för röst och piano till text av Sten Granlund (1928)
- Norrland [II] för röst och piano till text av Sten Granlund (1924)
- Nu kommer vackra julen för röst och piano till text av Elisabeth Brehmer
- Ny nord för röst och piano till text av Erik Axel Karlfeldt
- När jag gnolar melodier för röst och piano till text av Sigrid Lidströmmer (1924)
- Och här är dungen för röst och piano till text av Gustaf Fröding
- Offerflamma för röst och piano och violin ad lib till text av Fredrika Bremer (1915)
- Pingst, I pingstens ljuva tid för röst och piano till text av Paul Nilsson
- Psaltare och lyra för röst och piano till text av Erik Axel Karlfeldt
- På vakt för röst och piano till text av Karl Alfred Melin (1913)
- Riddaren Martinus för röst och piano till text av Karl von Gerok
- Riddaren och jungfrun för röst och piano
- Ring högtid in – Ring, klocka – Julefrid för röst och piano till text av Sam Rönnegård
- Röda korsets hälsningssång för unison kör och solo och piano eller orgel till text av Gustava Hammar
- Sankthans för röst och piano till text av Tora Larssen
- Skeppet (”Vaggsång för prinsessan”) för 2 röster och piano till text av Magda Bergquist (1919?)
- Solliden för röst och piano till text av Andrea Eneroth (1926)
- Soluppgång för röst och piano till text av Paul Nilsson (1916)
- Sternennacht för röst och piano till text av August Hiesler
- Stolts Adelin var den vänaste mö, ballad för röst och piano till text av Karl Alfred Melin
- Strö ut ljus för röst och piano till text av Ida Granqvist
- Sveriges frihet för piano med underlagd text till text av J.A. Eklund
- Sång till Jämtland för unison kör eller solist och piano till text av C.G. Eriksson
- Sången om Engelbrekt och Friheten för röst och piano till text av Thomas Simonsson (1915)
- Sången om Engelbrekt, den litsla man för röst och piano till text av Thomas Simonsson (1915?)
- Sången på Skansen för röst och piano till text av Georg Granberg
- Tack snälla jord för röst och piano till text av Jeanna Oterdahl
- Tack, liv, jag är så glad för röst och piano
- Till de döda för röst och piano (1915)
- Till Österland för röst och piano till text av Viktor Rydberg
- Trädet för röst och piano till text av Karin Ek (1924)
- Vad rätt du tänkt för röst och piano till text av Viktor Rydberg
- Vaggsång för prinsessan för röst och piano till text av Magda Bergquist (1919)
- Vaggsång för röst och piano till text av Astrid Gullstrand
- Vaggsång för röst och piano till text av Giovanni Pascoli
- Vallarelåt för röst och piano till text av Gustaf Fröding (1897)
- Vandrarsång för 2 röster och piano till text av Tullinger (1920)
- Wandrer's Nachtlied för röst och piano till text av Johann Wolfgang von Goethe
- Var hälsad, sol och morgongryning för röst och piano
- Var är den Vän, som överallt jag söker för röst och piano till text av Johan Olof Wallin (1904)
- Vid ett barns död för röst och piano
- Vid juletid för tre röster eller en röst och piano eller orgel till text av Agnes Håkansson
- Vår frihets midsommardag för röst och piano till text av Daniel Fallström
- Vår kristna tro, troshymn för röst och piano eller orgel till text av Natanael Beskow (1919)
- Vårblommor för röst och piano till text av Ebba Westberg (1899)
- Våren för röst och piano
- Vårsang för röst och piano till text av Tora Larssen (1923)

#### Körverk
- Advent för röst och piano med blandad kör ad lib. sista 2 takterna till text av Paul Nilsson
- Ave Maria för damkör a cappella (1913)
- Birgittahymnen för damkör a cappella till text av Nicolaus Hermanni i översättning av Johan Bergman
- Blif kvar hos oss för blandad kör a cappella
- Bröllopshymn för blandad kör a cappella
- Bröllopssång för damkör a cappella eller blandad kör och piano eller orgel till text av Augusta Gyllensvaan von Otter
- Böljebyvals för blandad kör och piano till text av Erik Axel Karlfeldt
- Come, Live with Me and Be My Love för damkör a cappella till text av Christopher Marlowe
- Dagg faller för blandad kör a cappella till text av Erik Axel Karlfeldt
- Davids 27:e psalm för blandad kör a cappella till text ur Psaltaren
- Du svenska bygd, du hem i nord för blandad kör a cappella till text av Birger Mörner (1901)
- Du ärorika fosterland för blandad kör a cappella till text efter Bernhard Elis Malmström (1901)
- Då tvenne barn förvillat sig för damkör a cappella till text av Carl Snoilsky (1896)
- Ej med klagan för blandad kör a cappella till text av Johan Ludvig Runeberg (1902?)
- En hymn till stjärnan för blandad kör a cappella till text av Erik Natanael Söderberg (1923)
- En idrottssång (”Blåser en vårvind i Sverige”) för unison manskör och piano till text av Karl-Erik Forsslund
- Ett folk för blandad kör a cappella till text av Verner von Heidenstam
- Fredssång för blandad kör a cappella till text av Natanael Beskow
- Frihet är det bästa ting för blandad kör a cappella till text av Thomas Simonsson (utg 1915)
- Godnat för blandad kör a cappella till text av Henrik Wergeland
- Godnattsång för barnkör
- Goethe-Walzer för dam- eller barnkör och instrument till text av Johann Wolfgang von Goethe
- Gör portarna höga för blandad kör och instrument
- Helige Ande för damkör
- Hell vårt land för blandad kör och piano till text av tonsättaren (1901)
- Hembygdssång för manskör a cappella till text av Karl Johan Åkerström
- Herdarna spela för Jesusbarnet för två röster eller barnkör eller damkör och piano till text av tonsättaren
- Herren är min Herde för blandad kör och instrument
- Herren är mitt ljus för blandad kör och instrument
- I Herrens hand för manskör a cappella till text av Emil Liedgren
- I natten för mezzo, alt och piano till text av Viktor Rydberg
- I skogen för röst utan ackompanjemang till text av Gustaf Fröding (1898)
- Julafton för blandad kör a cappella till text av Astrid Gullstrand
- Juldagsmorgonen för damkör och piano till text ur Lukasevangeliet
- Julens gåva för damkör a cappella
- Julottan för damkör a cappella till text av Paul Nilsson (1925)
- Kampsång för blandad kör a cappella till text av Cyrus Mannervik
- Kvällssång för blandad kör a cappella eller damkör och piano till text av Zacharias Topelius
- Loven Gud i himmelsfröjd för blandad kör och instrument
- Loven Herren som i höjden bor för blandad kör och instrument
- Lycksalighetens ö för damkör
- Långfredagen 1910, motett för blandad kör a cappella till text ur Jesaja
- Maria i törneskog för damkör och piano
- Min älskling för damkör eller blandad kör och instrument
- Minnen från fjällen för röst eller unison kör eller blandad kör och piano till text av Gustaf Eriksson (utg 1931)
- Minnessång (”Ej med klagan”) för blandad kör a cappella till text av Johan Ludvig Runeberg (1913)
- Morgon och kväll för blandad kör och instrument
- Morgonsol och aftonstjärna för blandad kör och instrument
- Nog! för blandad kör a cappella till text av Emil Liedgren
- Nur eine för blandad kör a cappella
- Nyårshymn för manskör, blandad kör och orgel till text av Natanael Beskow (1899)
- O Betlehem för damkör, manskör eller blandad kör a cappella till text av Ester Torssén
- Offerflamma för blandad kör och orgel till text av Fredrika Bremer
- Om natten för damkör
- Osynlig kör av änglar för damkör a cappella till text av G. Halfdan Liander (1927)
- På vakt för manskör a cappella till text av Karl Alfred Melin (1913?)
- Påsk för blandad kör a cappella till text av Ebbe Johnson
- Påskdagsmorgonen för blandad kör a cappella till text av Johann Wolfgang von Goethe i översättning av Viktor Rydberg
- Röda korsets hälsningssång för damkör a cappella till text av Gustava Hammar
- Salig, ja salig vi döden må prisa (Sv. ps. 492:8) för solo och blandad kör till text av Aurelius Prudentius i översättning av Johan Olof Wallin (1921)
- Saliga äro de för blandad kör och orgel till text ur Lukasevangeliet
- Salve regina för damkör a cappella
- Sehnsucht för blandad kör och piano
- Sköna klang för damkör
- Slutackord för blandad kör a cappella till text av Karl Torén (1924)
- Solliden för damkör och piano till text av Andrea Eneroth
- Sternennacht för damkör och piano (1926)
- Stjärnenatt för damkör och piano till text av August Hiesler i översättning av tonsättaren
- Svensk idrott för blandad kör a cappella till text av Gunnar Karlsson
- Svenska furor för manskör a cappella
- Sverge för manskör eller blandad kör a cappella till text av Harald Jacobson (1901)
- Sverige för manskör eller blandad kör a cappella (1899?)
- Sång på havet för damkör a cappella till text av Zacharias Topelius
- Sång till Jämtland för manskör a cappella till text av C.G. Eriksson
- Sång vid Vita Bandets minnesfest i Sigtuna för damkör, piano eller orgel och recitation till text av Maria Sandström (1936)
- Sångarglädje för damkör a cappella
- Sången om Engelbrekt och Friheten för blandad kör a cappella till text av Thomas Simonsson (1915)
- Till hembygden för manskör a cappella till text av Bernhard Elis Malmström
- Till Herta för damkör a cappella
- Till min kära afhållna Bertha för damkör med altsolo till text av Carl Snoilsky (1910)
- Till Sofi A. för damkör och piano (1923)
- Till Stockholm för manskör a cappella till text av Carlo Ström
- Till tant Malla för blandad kör a cappella till text av Ebba Westberg (1900)
- Trettondagshymn (”Mörker övertäcker jorden”) för blandad kör och orgel till text ur Jesaja (1898)
- Ur Dexippos för altsolo och blandad kör med piano eller orgel till text av Viktor Rydberg (1899)
- Vad rätt du tänkt för damkör eller blandad kör a cappella till text av Viktor Rydberg
- Vaknen för manskör a cappella till text av Viktor Rydberg
- Welle schlafe ein im Westen för damkör och piano
- Vid ett ungt pars bröllop för manskör a cappella till text av Dante Alighieri, fritt översatt av tonsättaren
- Vid juletid för damkör
- Vid kamratfest för damkör a cappella (1931)
- Visa för damkör a cappella till text av Jenny Blicher-Clausen (1925)
- Vårmorgonen för blandad kör och piano till text av Johan Ludvig Runeberg
- Årstiderne för damkör och piano till text av Tora Larssen
- Ögon, vem är väl mer skön för damkör och piano till text av Per Daniel Amadeus Atterbom (ur Lycksalighetens ö)

#### Kantater
- Kantat vid Anna Sandströms skolas femtioårsjubileum för sopran, recitation, damkör, piano och orgelharmonium till text av Elisabeth Uhr (1933)
- Kantat vid Börstils kyrkas invigning
- Kantat vid invigningen af K.F.U.K:s byggnad den 29 dec. 1907 för soli, blandad kör, damkör och piano till text av Matilda Roos
- Kantat vid invigningen av Östhammars restaurerade kyrka (1925)
- Kantat vid Kjellbergska skolans 100-årsjubileum 1935 för recitation, barn- och damkör och piano till text av Hillevi Gödecke
- De unga, kantat vid nyinvigningen av Lyceum för flickor i Stockholm för damkör och piano (1939)
- Kantat vid Säbyholms-skolans 25-års-fest för recitation, soli, barnkörer och piano till text av Julia Svedelius (1936)

#### Sångböcker
- Tegnér, Alice; Adelborg Ottilia (1912). Småjäntorna och andra visor [Elektronisk resurs]. Stockholm: Skoglund. Libris 18235488. http://hdl.handle.net/2077/40039